# Blatina kod Blata
Blatina kod Blata este o arie protejată (sit de importanță comunitară — SCI) din Croația întinsă pe o suprafață de 62 ha, integral pe uscat.

## Localizare
Centrul sitului Blatina kod Blata este situat la coordonatele 42°45′50″N 17°28′12″E / 42.764°N 17.47°E.

## Înființare
Situl Blatina kod Blata a fost declarat sit de importanță comunitară în iulie 2013 pentru a proteja 2 specii de animale.

## Biodiversitate
Situată în ecoregiunea mediteraneană, aria protejată conține 1 habitat natural: Ape puternic oligomezotrofe cu vegetație bentonică cu Chara spp..
La baza desemnării sitului se află mai multe specii protejate:
- nevertebrate (1): Lindenia tetraphylla
- reptile (1): țestoasa de baltă (Emys orbicularis)

Pe lângă speciile protejate, pe teritoriul sitului au mai fost identificate 4 specii de plante, 1 specie de nevertebrate.